# كلية أوبرلين
كلية أوبرلين Oberlin College، هي جامعة أمريكية متخصصة في تدريس العلوم والفنون الليبرالية، تقع في مدينة أوبرلين في ولاية أوهايو، تمَّ تأسيسها كمعهد أوبرلين الجامعي عام 1833 على يد جون جاي شيبارد وفيلو ستيوارت، وتعتبر الجامعة الأولى في الولايات المتحدة الأمريكية والثانية على مستوى العالم التي تسمح بالتعليم المختلط، تضمُّ الجامعة معهد أوبرلين للموسيقى والذي يعتبر أقدم معهدٍ من نوعه مستمر بالعمل في الولايات المتحدة، أصبحت كلية أوبرلين أول جامعة في أمريكا تستقبل الطلاب السود عام 1835، وأول جامعة تستقبل الطلبة الإناث عام 1837.
تضم كلية أوبرلين أكثر من 50 تخصُّص مختلف في العلوم والآداب، وهي من أعضاء رابطة كليات البحيرات الكبرى، ورابطة الكليَّات الخمس في أوهايو.

## التاريخ

### القرن التاسع عشر
تأسَّست كلٌّ من مدينة وجامعة أوبرلين في شمال ولاية أوهايو على يد اثنين من الوزراء هما جون جاي شيبارد وفيلو ستيوارت، تمتدُّ الجامعة على مساحة 500 فدان من الأراضي التي تمَّ التبرع به من قبل المالكين السابقين، منذ تأسيسها تبنَّت الجامعة الأفكار الليبرالية التي دعا إليها الأعضاء المؤسِّسون وارتبط هذا المنهج بها طوال تاريخها، وسُمِّيت الجامعة تيمُّناً باسم الوزير جان فريدريك أوبرلين.
أصبح الفيلسوف البارز آسا ماهان (1799 - 1889) أول رئيس لمعهد أوبرلين الجامعي عام 1835، وعمل في نفس الوقت كرئيسٍ لقسم الفلسفة الفكريَّة والأخلاقيَّة وأستاذاً لعلم اللاهوت، وقد أثَّرت أفكاره الليبرالية ودعواته لإلغاء العبوديَّة ومكافحة العنصريَّة على التوجُّه العام للجامعة بشكلٍ كبير، وانطلاقاً من هذا المبدأ بدأت الجامعة بقبول الطلاب الأمريكيِّين من أصول إفريقيَّة بعد عامين فقط من تأسيسها لتصبح بذلك أول جامعة في الولايات المتحدة الأمريكيَّة تقبل الطلاب السود، كانت انطلاقة الجامعة صعبة في البداية بسبب ضعف التمويل وفي عام 1839 تمَّ إرسال القس جون كيب إلى انكلترا لجمع التبرُّعات للجامعة، منذ تأسيس جامعة أوبرلين تمَّ إنشاء مدرسة مرافقة لها للدراسات العليا في اللاهوت، أخيراً وفي عام 1965 صوَّت مجلس الأمناء على إيقاف تدريس اللاهوت في أوبرلين.
لعبت جامعة أوبرلين دوراً بارزاً في تاريخ الولايات المتحدة من خلال تدريسها للطلاب السود، قبل الحرب الأهلية وبعدها، وفي عام 1844 خرَّجت أوبرلين أول طالب أسود هو جورج بوير فاشون، والذي أصبح أحد الأساتذة المؤسِّسين لجامعة هوارد، وأول محامٍ أسود تمَّ قبوله في نقابة المحامين في ولاية نيويورك، على الرغم من ذلك فقد واجه الطلاب الأمريكيُّون من أصل إفريقي تحدِّيات كبيرة في جامعة أوبرلين، فلم يكن نهج الجامعة تجاههم مثالياً في كلِّ الأوقات وبدأ فصل الطلاب السود بحلول عام 1880 بعد تلاشي النزعة المثالية التي كانت تسيطر على الجو العام في الجامعة عند تأسيسها، ومع ذلك شكَّل خريجو أوبرلين السود نسبةً كبيرة من طلاب الجامعات الأمريكية السود بحلول نهاية القرن التاسع عشر، وفي 21 ديسمبر 1965 تمَّ إدراج الجامعة كمعلَم تاريخي وطني في الولايات المتحدة بفضل دورها الهام في قبول النساء والطلاب السود.
تعتبر جامعة أوبرلين أيضاً أقدم جامعة مختلطة في تاريخ الولايات المتحدة وذلك بعد أن قبلت أربع طالبات عام 1837، وهنَّ: ماري كيلوغ، ماري كارولين رود، إليزابيث برال، وماري هوسفورد، وسرعان ما ازدادت أعداد الطالبات في الجامعة وشكلن ما بين ثلث إلى نصف الطلاب بشكلٍ عام، ودعم المؤسِّسون المتديِّنون هذا الإقبال الكثيف من الطالبات على الانخراط في الجامعة.
استقال ماهان من رئاسة الجامعة عام 1850، وتسلَّم المنصب بعده تشارلز غراندسون فيني والذي كان أستاذاً في الجامعة منذ تأسيسها، واستمرَّ في مهامه حتى عام 1866، تحت قيادة فيني زادت نشاطات مكافحة العبودية وشارك الطلابُ سكانَ المدينة في جهودهم الرامية لمساعدة العبيد الهاربين من أسيادهم ، حتى أنَّ أحد المؤرِّخين وصف أوبرلين بأنَّها المدينة التي بدأت الحرب الأهلية بشكل فعلي لأنَّها كانت المكان الأساسي لإلغاء العبوديَّة، في عام 1866 أصبح جيمس فيرتشايلر ثالث رئيس لجامعة أوبرلين، وخلال عهده توسَّعت مساحة الجامعة وزاد عدد المخابر والأبنية التعليميَّة فيها، واستقال من منصبه كرئيس للجامعة عام 1889 ولكنَّه ظلَّ رئيساً لقسم اللاهوت، وعاد لاحقاً إلى رئاسة الجامعة عام 1896 حتى عام 1898.
بالإضافة لدورها التعليمي كانت جامعة أوبرلين رائدة في إرسال المُبشِّرين المسيحيِّين إلى خارج الولايات المتحدة، فمثلاً في عام 1881 شكَّلت مجموعة من الطلاب فرقة أوبرلين التي قامت برحلة تبشريَّة إلى مقاطعة شانشي في الصين، واستمرَّت أعمال التبشير قرابة عقدين من الزمن حتى عام 1900 حين قُتل 15 من مُبشري أوبرلين على يد جنود الحكومة الصينيَّة خلال إحدى الثورات المحليَّة.

### القرن العشرون
أصبح هنري تشرشل كينغ الرئيس السادس لجامعة أوبرلين عام 1902، وشهدت الجامعة تطوُّراً ملحوظاً في النصف الأول من القرن العشرين تحت قيادة روبرت كار، فتمَّ إضافة 15 مبنى دراسي جديد وزاد عدد الطلاب وزادت مشاركتهم في شؤون الجامعة، فدخل طلبة الجامعة في جميع اللجان تقريباً حتى مجلس الأمناء، لكنَّ روبرت كار تصادم مع الطلاب بشكلٍ مُتكرِّر بسبب قضايا حرب فيتنام وترك منصبه عام 1969، وفي عام 1970 كانت جامعة أوبرلين على موعد مع رئيسٍ جديد هو روبرت فولر والذي تولَّى هذه المنصب وهو بعمر الثالثة والثلاثين ليصبح أحد أصغر رؤساء الجامعات في تاريخ الولايات المتحدة.
خلال فترة رئاسته وهي فترة مضطربة في تاريخ الجامعات الأمريكية والتعليم العالي عموماً، أعاد فولر تنظيم الجامعة وتشكيلها من جديد فزاد عدد الطلاب لثلاثة أضعاف واستقدم مُدرِّسين ومدرِّبين سود وهي سابقة في جامعة ذات أغلبيَّة بيضاء، لاحقاً سارت الجامعة على خطا فولر في توظيف الأقلِّيات واتباع سياسة الانفتاح والتحرُّر.

### القرن الحادي والعشرون
أصبحت نانسي داي الرئيسة الثالثة عشرة لجامعة أوبرلين في يوليو من عام 1994، لتكون بذلك أول امرأة تشغل هذا المنصب، فأشرفت على تشييد مبانٍ جديدة وزيادة رأس مال الجامعة ، وكانت معروفة بشعبيَّتها وقربها من الطلاب دوماً وحضورها في المناسبات الطلابيَّة كمباريات كرة القدم والحفلات الموسيقيَّة، وبقيت في منصبها هذا قرابة 13 عاماً واستقالت في 30 يونيو 2007، بعد عشر سنوات تولَّت امرأة أخرى رئاسة الجامعة هي كارمن تويلي أمبار عام 2017 لتصبح أول امرأة أمريكية من أصل إفريقي تشغل هذا المنصب.
في سبتمبر 2014 وضع طلاب أوبرلين راية سوداء في الميدان الرئيسي ضمن الحرم الجامعي تكريماً للفلسطينيِّين الذين لقوا حتفهم في الصراع بين إسرائيل وقطاع غزة عام 2014، لاحقاً اعترض مئات الخريجين من الجامعة على هذا التصرُّف ووقَّعوا رسالة لرئاسة الجامعة تفيد بأنَّ هذا الاحتجاج هو مثالٌ فاضح عن معاداة الساميَّة في جامعة أوبرلين، وفي أوائل عام 2016 ألقى البروفيسور جوي كاريغا باللوم على إسرائيل في هجمات شارلي إيبدو، ممَّا أثار استنكاراً كبيراً من إدارة الجامعة وأعضاء هيئة التدريس فيها، بعد عدة أشهر تعرَّض منزل بروفيسور يهودي في أوبرلين للتخريب وتُركت رسالة على باب المنزل الأمامي تقول: «الموت لليهود».

## الجانب الأكاديمي
تحتل جامعة أوبرلين المرتبة 30 من بين أفضل الجامعات الليبرالية في تصنيف أفضل الجامعات الأمريكيَّة لعام 2019، ويدرس فيها حالياً 3000 طالب من بينهم 2400 في أقسام العلوم والآداب و400 في معهد الموسيقى، وقرابة 200 في برامج تعليمية أخرى ضمن الجامعة، وتقدِّم الجامعة أكثر من 50 تخصُّص مختلف، وبحسب دراسة أجريت بين الطلاب الخرِّيجين عن أكثر التخصُّصات شعبيةً في السنوات العشر الماضية كانت بالترتيب: اللغة الإنكليزيَّة، علوم الأحياء، التاريخ، السياسة، الدراسات البيئية، كما تشتهر الجامعة ببرامجها العلميَّة المُميَّزة وخصوصاً في الكيمياء والفيزياء وعلم الأحياء، كما أنَّها مقر برنامج علوم الأعصاب الأول في العالم.
يقع معهد الموسيقى ضمن حرم الجامعة، ويتنافس 1400 طالب كلَّ سنة للفوز بـ 120 مقعد يوفِّرها المعهد لطلاب السنة الأولى، يقدِّم المعهد 500 عرض موسيقي سنويَّاً، معظمها مجاني، مع حفلات موسيقيَّة يوميَّة تقريباً، وقد حصل المعهد على وسام الفنون الوطني لعام 2009.

## مكتبات الجامعة
تضمُّ جامعة أوبرلين عدداً من المكتبات الفرعية المختصَّة في الفنون والموسيقى والعلوم، بالإضافة لمكتبة ماري تريل الرئيسيَّة، تحوي هذه المكتبات مجموعات كبيرة من الكتب والمطبوعات، وتوفِّر الوصول إلى العديد من قواعد البيانات والمجلَّات الإلكترونيَّة على الإنترنت، بالإضافة لأكثر من 2.4 مليون مادة تتوافر في هذه المكتبات، يستطيع الطلاب الوصول إلى أكثر من 46 مليون مجلَّد في أكثر من 85 مؤسَّسة تعليميَّة أخرى.

## النشاط السياسي
تتمتَّع الهيئة الطلابيَّة في أوبرلين بسمعة ليبراليَّة كبيرة وبتاريخ طويل من النشاط السياسي، فقد نفَّذ الطلاب عشرات الاحتجاجات ضدَّ الحرب في فيتنام، تراوحت من الاعتصام السلمي إلى استعراض أوبرلين الكبير ، كما شهدت الجامعة تظاهرات ضدَّ السياسة الصناعيَّة للشركات الكبيرة التي أدَّت للاحتباس الحراري، وتظاهرات ضدَّ الحرب في أفغانستان والعراق، وفي مايو من عام 2015 شهدت الجامعة احتجاجاتٍ واسعة النطاق من قبل الطلاب بسبب زيادة تكاليف الدراسة.

## الدفاع عن المثليِّين
من المعروف أيضاً موقف جامعة أوبرلين الليبرالي تجاه المواضيع والقضايا الجنسيَّة، وغالباً ما يتمَّ تصنيفها كواحدة من بين أفضل الجامعات بالنسبة للطلاب من ذوي الميول الجنسيَّة المثليَّة والمتحوِّلين جنسياً.

## الموسيقى
تتيح جامعة أوبرلين العديد من الفرص لتدريس الموسيقيِّين الهواة والطلاب بالإضافة لمعهد الموسيقى الشهير فيها، وتتميَّز الفنون الموسيقيَّة التي يتمُّ تدريسها في أوبرلين بتنوُّعها وانتمائها لثقافات العالم المختلفة، من اليابان والصين وآسيا إلى أوروبا وأمريكا اللاتينيَّة، وتشارك فرقة أوبرلين كوليدج ماردينغ باند التي تأسَّست عام 1998 ويُديرها الطلاب بشكلٍ كامل في العديد من الفعاليَّات الفنيَّة والرياضيَّة ضمن الجامعة وخارجها، وبشكلٍ عام يعتبر معهد الموسيقى أحد أبرز معالم جامعة أوبرلين وأكثرها عراقة وشهرة.

## خريجون بارزون
- إدمونيا لويس